# Lunchbox (singolo)
Lunchbox è il secondo singolo della band dei Marilyn Manson, estratto dal loro album di debutto, Portrait of an American Family, del 1994.
Lunchbox campiona alcune parti dal film Cuore selvaggio e dalla canzone Fire dei Crazy World.
Ispirata ad una legge americana del 1972, la quale vietava il possesso di cestini per il pranzo (lunchboxes in inglese, da qui il titolo) in metallo nelle scuole, la canzone racconta di un bambino vittima del bullismo scolastico, il quale usa il suo "lunchbox" come strumento di vendetta, aspettando il giorno in cui potrà finalmente «crescere e diventare una grande rockstar», che mai più potrà essere intimidita da qualcuno. Manson ha dichiarato che la canzone gli è stata ispirata dalla storia di uno dei suoi eroi, Nikki Sixx dei Mötley Crüe.
La più antica versione di questa canzone apparve su After School Special, cassetta demo pubblicata nel gennaio 1991.
Down in the Park è una cover del brano dei Tubeway Army di Gary Numan del 1979.
La versione Highschool Drop-outs è invece un'edizione alternativa della canzone, privata delle volgarità.
Fu realizzato anche un videoclip per la canzone, diretto da Richard Kern.

## Il videoclip
È uno dei tre videoclip della band in cui Manson compare senza trucco, nel quale la band canta in una pista da pattinaggio, mentre un ragazzino maltrattato dai suoi coetanei diventa un ribelle, tagliando i capelli a cresta e sognando di diventare una rockstar.
Il ragazzino, alla fine del videoclip, porta il suo "lunchbox" nella pista da pattinaggio e lo consegna a Manson, che lo incendia. La scena potrebbe essere intesa come la storia di Manson, rappresentato dal ragazzino, che riesce a coronare il suo sogno di diventare una rockstar e non sarà più intimidito da nessuno, come afferma nel testo della canzone. La scena ricorda anche Jimi Hendrix che incendiò la sua chitarra durante un concerto a Monterey, in California.

## Curiosità
In alcune parti del video della canzone è possibile sentire alcune parole del brano Fire di Arthur Brown.

## Tracce
CD singolo USA
1. Lunchbox - 4:34
2. Next Motherfucker (Remix) - 4:48
3. Down in the Park - 5:01 - cover del brano di Gary Numan / Tubeway Army
4. Brown Bag (Remix) - 6:19
5. Metal (Remix) - 5:25
6. Lunchbox (Highschool Drop-outs) - 4:35

CD singolo promozionale USA
1. Lunchbox (High School Dropouts) - 4:39
2. Lunchbox - 4:34
3. Down in the Park - 5:01[1]